# Mechelen
Mechelen (tiếng Hà Lan, phát âm [ˈmɛçələ(n)]ⓘ; Malines trong tiếng Pháp, Mechlin trong tiếng Anh) là một đô thị và thành phố nói tiếng Hà Lan thuộc tỉnh Antwerpen, Flanders, Bỉ. Đô thị này gồm thành phố Mechelen, vài khu ngoại ô, các làng Nekkerspoel (phụ cận) và Battel cũng như các làng Walem, Heffen, Leest, Hombeek, và Muizen. Sông Dijle chảy qua thành phố, do đó thành phố này có tên 'Dijlestad' (thành phố bên sông Dijle).
Mechelen tọa lạc ở trục công nghiệp và đô thị Brussels-Antwerpen, khoảng 25 km so với mỗi thành phố.

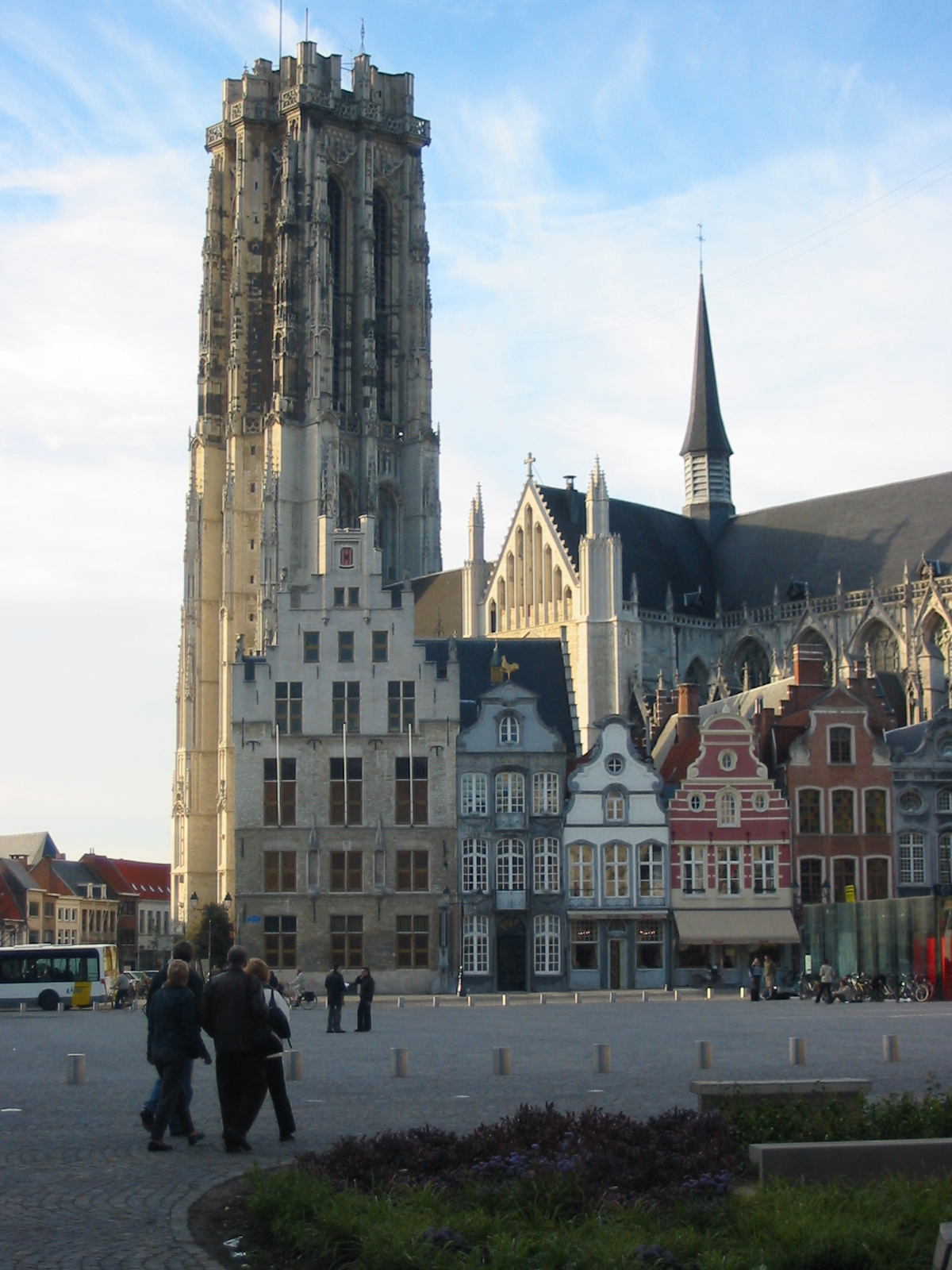
Mechelen: Grote Markt (Large Market square), St. Rumbold's Cathedral

Các bằng chứng khảo cổ cho thấy có người sinh sống trong thời đại La Tène trong tam giác Brussels-Leuven-Antwerp, chủ yếu tập trung xung quanh Mechelen xuất phát từ các khu đất ngập nước, trong số hiện vật có một chiếc xuồng dài 8,4 mét cắt từ một cây sồi và một khu định cư có 5 ngôi nhà gỗ tại Nekkerspoel.

## Thành phố kết nghĩa
- Bolivia: Sucre
- Pháp: Dijon
- Nhật Bản: Yūki (1996)
- Hà Lan: Helmond
- România: Sibiu
- Hoa Kỳ: Arvada, Colorado